# 片倉氏
片倉氏是從戰國時代到江戶時代為止侍奉著伊達氏的武士一族。在仙台藩的白石城管理刈田郡的大部分，領有1萬8000石的俸祿。江戶時代的歷代當家都沿襲初代當家片倉景綱的通稱「片倉小十郎」，仙台藩内外的眾人通常也以此通稱來稱呼當家。

## 歷史
據說片倉氏的祖先是從信濃國伊奈來到陸奥國侍奉伊達氏，並跟隨伊達氏遷徙到米澤居住，但事實上景綱成為伊達政宗的近臣時才創立片倉氏之門第。天文洞之亂後的天文二十二年（1553年）時，並未被包含在伊達晴宗「晴宗公采地下賜錄」中所決定的重臣35家裡，而在伊達政宗的時代已是與中村氏（新田氏）一起新入重要家臣行列的名門。「小十郎」之名是源自景綱母親娘家一族的武勇之士・飯田小十郎之名。
該族在伊達家中的家格並非是最高等級的「一門」而是第二級的「一家」，俸祿的石高也不是最多的。在仙台藩從中堅階級的家臣起用奉行（其他藩的家老）的情況下，家格也好職務也好，片倉氏只是眾多的重臣之一而已。
不過片倉氏在外受到特別的待遇，在內也受到特別的信任。例如景綱曾為豐臣秀吉所之且欲提拔他為獨立的大名、其他的大名家也將之視為伊達政宗的第一重臣。來自外面的另眼相待也持續到了江戶時代初期，例如江戶幕府便在江戶城下分配了給片倉氏的宅邸，這是相當於大名的待遇。而片倉氏的居城白石城乃是幕府一國一城令的例外，為正式認可其存在的城。仙台藩對著相馬氏的東南邊境和與對著南部氏的北方邊境安排了眾多的重要家臣於各處關鍵上，而片倉氏便被設置在西南方上。此外，片倉氏在仙台被賜與的宅邸位於通往大手門的大橋西南、當作護城河的廣瀬川石堤防上，為仙台城外郭防衛的重要之處。
到了12代當家片倉邦憲時，因為在戊辰戰爭戰敗的關係，遂被沒收了白石城而失去了根據地。在當時片倉邦憲便因此前去開拓北海道膽振國幌別郡（今登別市）並領有該處，但明治四年（1871年）時廢止北海道領土分治的制度而失去了該地。舊家臣的一部分從磐城國搬到北海道居住，在位於石狩國札幌郡内的札幌東郊外建造了白石村，該村相當於現在的札幌市白石區。明治三十一年（1898年）時片倉氏以男爵身分列位華族。因片倉氏的當家參與了在幌別與白石的開拓，明治末年返回了宮城縣的白石。
二次大戰後，雖然廢除了貴族（華族）制度，但片倉氏歷代也是神職世家，故現在繼承了祭祀伊達政宗的青葉神社的宮司一職。

## 3人之片倉小十郎
- 初代景綱在其主君伊達政宗參與豐臣秀吉的小田原之戰時提出諫言而使伊達家免於被討伐。
- 2代重長在大坂夏之陣中以與真田信繁勢均力敵的戰鬥和擊敗後藤基次的事蹟保護了伊達氏的武名。
- 3代景長在伊達騷動時隨侍在幼君・伊達綱村身旁，鎮住了藩內的混亂而使伊達氏免於被改易的危機。

基於這些功績，伊達騷動之後有藩士將「3人之片倉小十郎」視為「家中美談」，而伊達家中的眾人也對此說法表示認同，而片倉家據說也因此變得受眾人所敬重。

## 當代當家
1. 片倉景綱
2. 片倉重長
3. 片倉景長
4. 片倉村長
5. 片倉村休
6. 片倉村信（宮床・伊達村興之子）
7. 片倉村定
8. 片倉村廉
9. 片倉村典
10. 片倉景貞
11. 片倉宗景
12. 片倉邦憲
13. 片倉景範
14. 片倉景光
15. 片倉健吉
16. 片倉信光
17. 片倉重信